# 丹·本森
丹·本森（Dan Benson，1987年9月10日—）是美國的一位演員。他最著名的作品是在迪士尼頻道電視劇少年魔法師中飾演Zeke角色。